# Monument a la Carreta
El monument a la Carreta (castellà: Monumento a La Carreta) és un monument històric de la ciutat de Montevideo, capital de l'Uruguai. Va ser creat per l'escultor José Belloni i inaugurat el 14 d'octubre de 1934 a Parque Batlle.
El monument fa referència als gautxos, a la vida rural i a l'antic transport de càrrega. Va ser construït a Florència, Itàlia, i transportat a Montevideo per ocupar un lloc al Parque Batlle. Té una base de 22 metres i pesa 150 tones.